# Будзин
Будзин (укр. Будзин) — село в Олешанской сельской общине Ивано-Франковского района Ивано-Франковской области Украины.

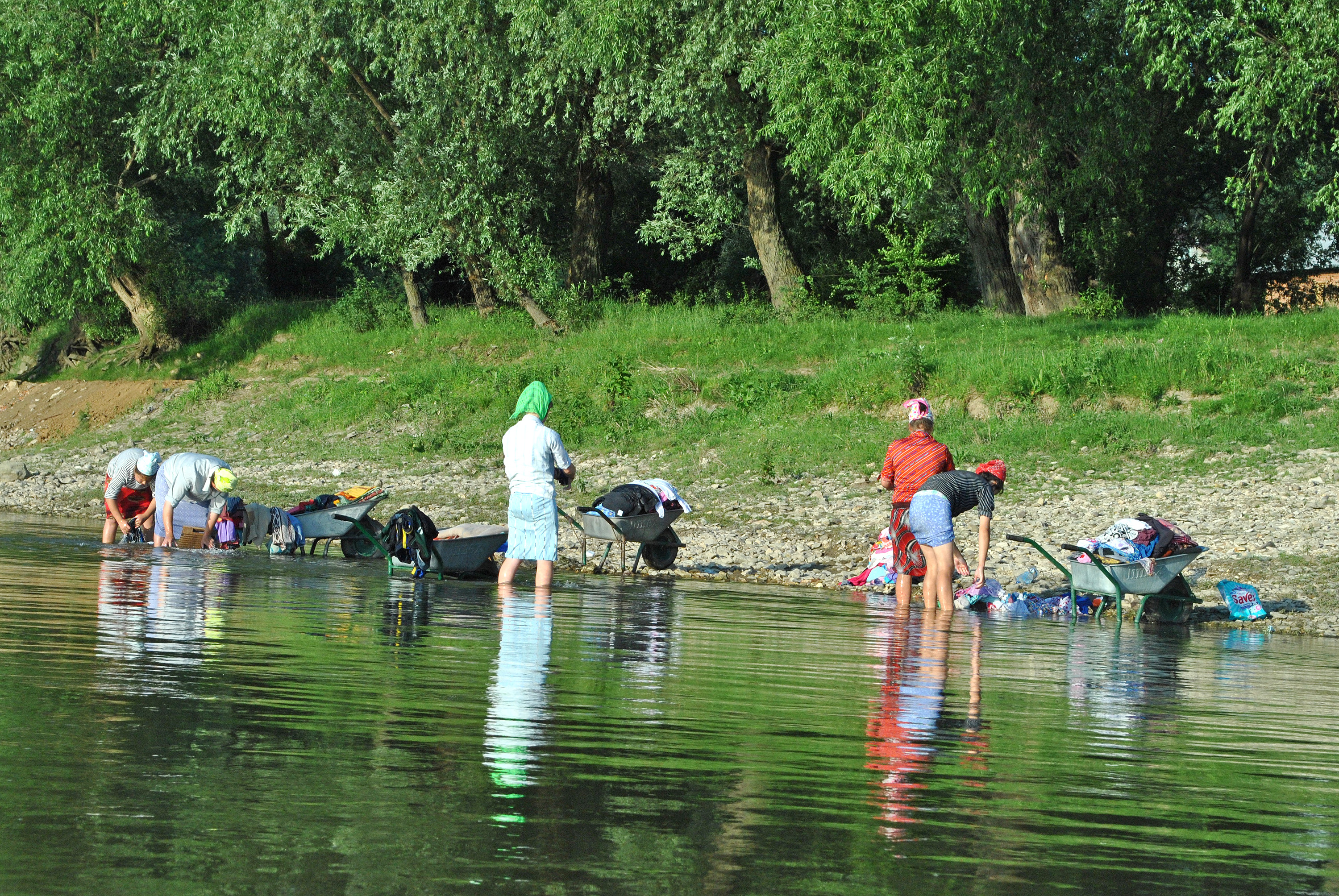
Местные женщины христианской конфессии «кашкетники» стирают одежду в Днестре

Население по переписи 2001 года составляло 498 человек. Занимает площадь 6,328 км². Почтовый индекс — 78022. Телефонный код — 03479.

## История
С 1934 по 1939 год село входило в Олешанскую гмину
Село принадлежит к сельскому совету Одаев.

## Памятки
- Церковь святого Дмитрия 1869 года (до 1946 года УГКЦ) сейчас принадлежит ПЦУ[2]

## Религия
По состоянию на 1939 год в село проживали: 465 греко-католиков, 120 римо-католиков и 5 иудеев 
Сейчас в селе проживают православные, а также движения протестантов "кашкетники".
Настоятель православного прихода о.Игорь Пунда

## Известные люди
- Стефаник Василий — украинский писатель, отдыхал в селе
- Плешкан Ольга — украинская писательница, проживала в селе